# Benedetto Buglioni

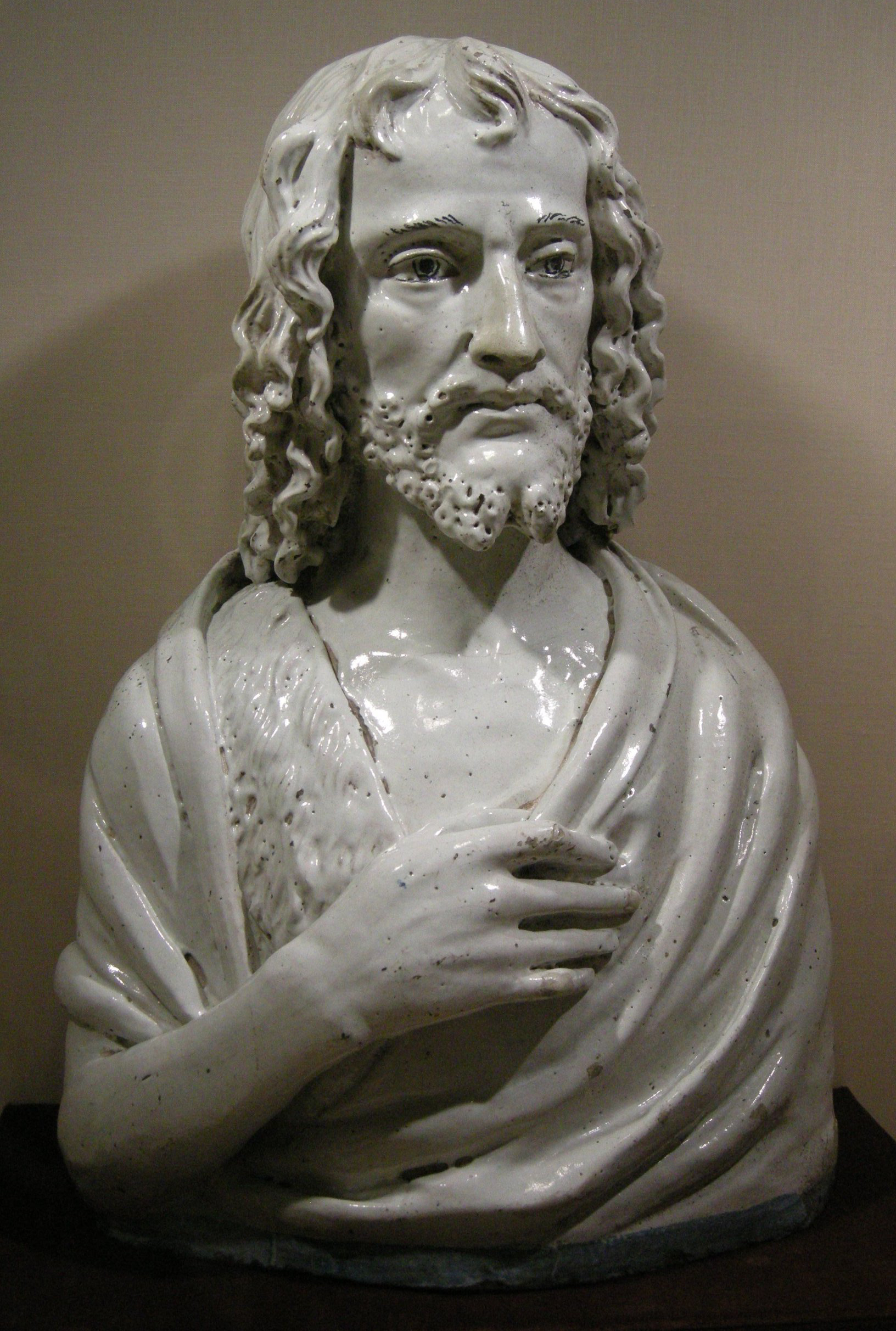

Benedetto Buglioni (ur. między 20 grudnia 1459 a 21 marca 1460 we Florencji, zm. 7 marca 1521 tamże) – włoski rzeźbiarz i ceramista.
Był synem gliptyka Giovanniego di Bernardo d’Antonio i bratem rzeźbiarza Francesca Buglioniego. Związany był z pracownią (wł. bottega) Luki i Andrei Della Robbich. Według sugestii Giorgio Vassariego Benedetto miał posiąść sztukę wytwarzania masy ceramicznej, wykradając recepturę z pracowni Della Robbich, gdy w 1529 Luca della Robbia wyjechał wraz ze swą drugą żoną Bartolomeą di Leonardo Altoviti do Francji z obawy przed epidemią dżumy.

## Życiorys
Niektórzy historycy sztuki widzą w nim ucznia Andrea del Verrocchio. Pewnym jest, iż współpracował pierwotnie z Andreą della Robbia w jego pracowni przy Via Guelfa we Florencji. W latach 80. XV wieku otworzył własny warsztat, w którym tworzył w masie ceramicznej, używając technik przejętych od Della Robbich. W jego dziełach widać wpływ innych twórców florenckich XV wieku. W latach 1487–1490 wraz ze swym bratem Francesco pracował w Perugii, gdzie wykonał ołtarz dla katedry. W ciągu swego życia mistrz Buglioni wykonał dużą ilość elementów dekoracyjnych z glazurowanej terakoty: elementy dekoracji ołtarzowej, chrzcielnice, tabernakula, reliefy, herby, popiersia, statuy i figurki.

## Dzieła
- Amsterdam, Rijksmuseum
  - Madonna z Dzieciątkiem, ok. 1490–1500
  - Madonna na tronie z Dzieciątkiem oraz świętymi Hieronimem i Mikołajem, 1502
- Badia Tedalda, kościół parafialny
  - Madonna z Dzieciątkiem i czterema świętymi, 1517
- Bolsena, Santuario di Santa Cristina
  - Medalion Madonna z Dzieciątkiem oraz świętymi Krystyną i Jerzym, ok. 1494–1495
  - Ołtarz św. Krystyny, ok. 1495
  - Ukrzyżowanie, ok. 1496
  - Ołtarz z Bolseny, ok. 1496
  - Nagrobek św. Krystyny, ok. 1496
- Cleveland, Cleveland Museum of Art
  - Madonna na tronie z Dzieciątkiem oraz świętymi Franciszkiem i Antonim opatem, ok. 1510–1520
- Cutigliano, Madonna di Piazza
  - Madonna na tronie z Dzieciątkiem oraz świętymi Antonim opatem i Bernardynem ze Sieny
- Empoli, Santa Maria a Ripa
  - Święty Anzelm ze świętymi Laurencjuszem, Julianem, Różą z Viterbo i Klarą, ok. 1500–1505
- Fiesole, katedra
  - Święty Roch z towarzyszem, przypisywane Buglioniemu
- Florencja, Badia
  - Luneta: Madonną i Dzieciątkiem
- Florencja, Museo dell’Opera del Duomo
  - Luneta: Maria Egipcjanka, ok. 1500
  - Pasterz z fletem, ok. 1500
  - Paterz z koszem, ok. 1500
  - Anioł ze świecznikiem, ok. 1500
  - Aniołek, ok. 1500
  - Wół, ok. 1500
  - Osioł, ok. 1500
  - Owca, ok. 1500
- Florencja, Museo Nazionale del Bargello
  - Madonna z Dzieciątkiem w obłoku, ok. 1480–1490, przypisywane Buglioniemu
  - Adoracja Dzieciątka ze świętymi Łucją i Andrzejem, ok. 1500–1505
  - Święty Hieronim na puszczy, ok. 1500–1505
  - Stygmatyzacja św. Franciszka z Asyżu, ok. 1500–1505
  - Wniebowstąpienie Chrystusa, ok. 1500–1510, przypisywane Buglioniemu
  - Boże Narodzenie, ok. 1500–1510
- Florencja, Ognissanti
  - Luneta: Ukoronowanie Maryi, przypisywane Buglioniemu
- Florencja, Ospedale degli Innocenti
  - Madonna ze świętymi, 1520
- Florencja, Santa Licia dei Magnoli
  - Święta Łucja z aniołami
- Florencja, San Miniato al Monte
  - Nastawa ołtarzowa ze sceną Ukrzyżowania z Maryją i dwoma mnichami, przypisywane Buglioniemu
- Gavinana, Santa Maria Assunta
  - Święty adorujący Najświętszy Sakrament, ok. 1515
- Krefeld, Kaiser Wilhelm Museum
  - Popiersie młodego Jana Chrzciciela, ok. 1500
  - Madonna z Dzieciątkiem, ok. 1500
- Los Angeles, County Museum of Art
  - Boże Narodzenie, ok. 1520
- Marliana, San Niccolò
  - Anioł ze świecznikiem, ok. 1510
- Monsummano, Museo della Città e del Territorio
  - Maryja z Dzieciątkiem, przypisywane Buglioniemu
- Perugia, San Pietro
  - Trzy medaliony ze świętymi Piotrem i Benedyktem, ok. 1487–1488
  - Monogram Chrystusa, ok. 1487–1488
  - Chrystus i Samarytanka, ok. 1487–1488
- Piazzanese, Prato (San Giusto)
  - Chrzcielnica, ok. 1510
- Piza, Camposanto
  - Maryja z Dzieciątkiem, ok. 1520
- Pistoia, Museo Civico
  - Zmartwychwstanie, ok. 1490
- Pistoia, Ospedale del Ceppo
  - Luneta: Ukoronowanie Maryi, 1511
  - Herb, 1515
- Poppi, kościół augustianów
  - Boże Narodzenie, przypisywane Buglioniemu
- Radicofani, San Pietro
  - Ukrzyżowanie Chrystusa z Marią Magdaleną, ok. 1490–1495
- Rocca San Casiano, Santa Maria della Lacrime
  - Adoracja Dzieciątka ze św. Józefem i aniołami, ok. 1490–1500
- Rzym, Muzea Watykańskie
  - Herb papieża Innocentego VIII, ok. 1484–1492
- San Mauro a Signa, kościół parafialny
  - Tabernakulum, ok. 1500–1505, przypisywane pracowni Buglioniego
- Petersburg, Ermitaż
  - Boże Narodzenie z pastuszkami, ok. 1485–1490
- W prywatnych kolekcjach
  - Maryja z Dzieciątkiem i małym św. Janem Chrzcicielem, ok. 1490 (sprzedane na aukcji w Londynie 9 lipca 2002)
  - Maryja z Dzieciątkiem, ok. 1500–1525 (sprzedane na aukcji we Włoszech 19 grudnia 2002)